# 정부 (1961년 영화)
"정부"는 1961년 공개된 대한민국의 영화이다.

## 줄거리
그녀는 부모의 강압에 못이겨 애정없는 결혼을 한뒤, 늘 부부생활에 불만을 품어오다가 우연한 기회에 알게 된 한 남자와 통정을 하게 되고, 그리하여 남편과는 남이 된다. 그러나 정부와의 관계도 계속되지 못하고 그녀의 정부는 그녀를 이용할 만큼 이용한 뒤 헌신짝 버리듯 차버린다. 그제서야 자신의 지난날을 후회하는 그녀는 오늘도 눈물과 한숨속에 거리를 배회한다.

## 배역
- 최무룡
- 문정숙
- 신영균
- 황해